# Spanjaardsbrug (Rotterdam)
De Spanjaardsbrug is een dubbele basculebrug over de haven "het Haringvliet" in de stadsdriehoek (het centrum) van de Nederlandse stad Rotterdam, naast de Oude Haven. De brug verbindt de noordzijde van het Haringvliet met het Oudehoofdplein. Het is de enige nog resterende hydraulische basculebrug van de zeven gerealiseerde. 
De vaarweg is CEMT-klasse I. Doorvaarthoogte in gesloten stand NAP +2,15m. Doorvaartwijdte 12,80 m.
De brug kan via de marifoon worden aangeroepen via de Boerengatbrug op VHF-kanaal 20.

## Geschiedenis
Sinds 1595 lag op deze plaats de 'Harinckvlijtbrugge', die de Spaansekade met het Oude Hoofdplein verbond, waar in die tijd nog de Oude Hoofdpoort stond. 
Naar verluidt is de brug genoemd naar de Spaanse veldheer Spinola, die op 31 januari 1608 op doorreis van Dordrecht naar Den Haag, in het kader van de onderhandelingen over een bestand in de Tachtigjarige Oorlog, door het Rotterdamse stadsbestuur plechtig werd ontvangen en ingehaald. Hij kwam over het ijs en zette op het Oude Hoofd het eerst voet aan wal.
De brug werd in 1843 vervangen door een dubbele basculebrug met handbediening, ontworpen door W.N. Rose. 
De huidige Spanjaardsbrug werd in 1886 gebouwd naar ontwerp van stadsarchitect G.J. de Jongh door het Etablissement Fijenoord. De brugdelen worden bewogen door waterkracht. Door middel van het inlaten van (drink)water werden zuigers aan beide zijden in beweging gebracht. Tegen bevriezing in de winter waren er kolenkachels in de kelder geplaatst. Later werd een watertank met een elektrische pomp aangebracht. 
In 1971 werd de brug gesloten voor het verkeer vanwege het gebrek aan onderhoud en het daarmee optredend verval. Na een actie van het Historisch Genootschap Roterodamum besloot men de brug grondig te restaureren. Het machinewerk in de kelders van de brug werd in 1982 door Gemeentewerken aangepakt. De twee brugkleppen werden verwijderd en werden volgens de oude blauwdrukken opnieuw vervaardigd door machinefabriek Klinkenberg BV in Wormerveer
In 2013 zijn de lantaarns van de Spanjaardsbrug gerestaureerd.

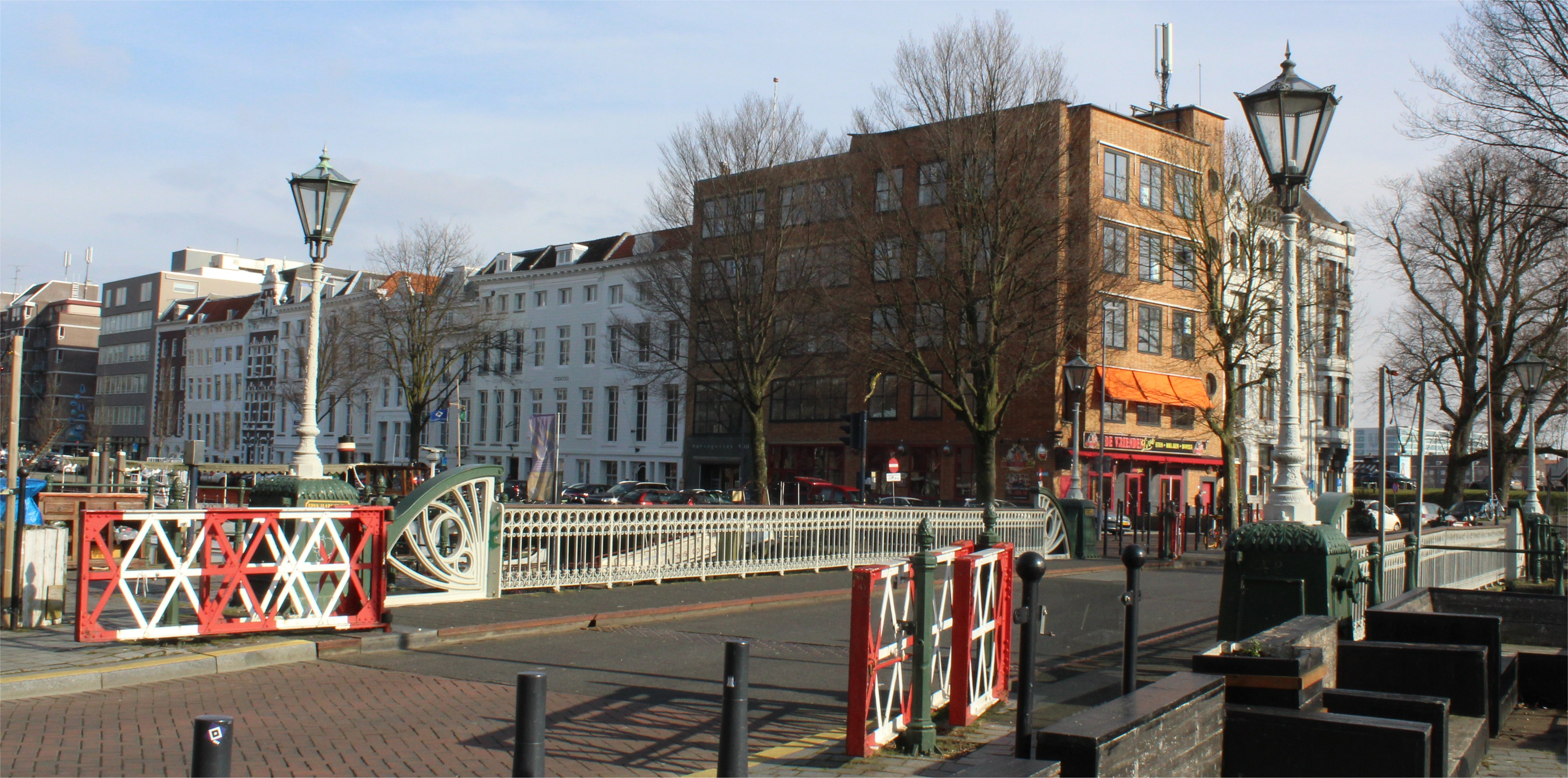
De Spanjaardsbrug vanaf het noorden (2018)

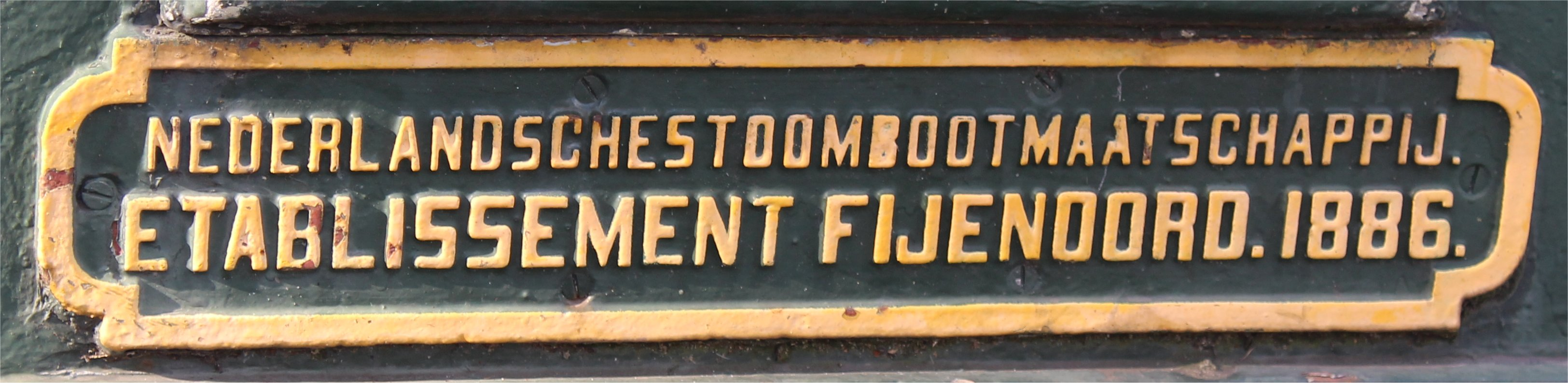
Constructeursplaat van Etablissement Fijenoord